# Višeň turecká
Višeň turecká (Prunus mahaleb), známá též jako třešeň mahalebka a mahalebka obecná, je opadavý strom nebo větší keř z čeledi růžovitých.

## Popis
Je to strom nebo velký keř, dorůstá výšky 2–10 m, výjimečně až 12 m, s průměrem kmene až 40 cm. Koruna je často nepravidelného tvaru, s křivolakým kmenem. V dubnu až květnu vykvétá bílými, pětičetnými, oboupohlavnými květy sestavenými v širokých, chocholičnatých hroznech; květy vydávají hořce mandlovou vůni. Plodem jsou drobné, asi 1 cm veliké, tmavě zbarvené peckovičky. Listy jsou široce vejčité až okrouhlé, na okrajích jemně pilovité, lesklé.

## Ekologie a rozšíření
Jako světlomilná dřevina snášející dobře sucho se vyskytuje především v teplých lesostepních společenstvech a rozvolněných teplomilných doubravách, na vysýchavých, kamenitých, především vápencových podkladech. Na úživnost substrátu není náročná.
Původní areál rozšíření byl ve Španělsku, v jižní Evropě, na jihozápadní Ukrajině až ve Střední Asii; v ČR roste především v teplých oblastech okolo Prahy a na jižní a střední Moravě.

## Využití
Pěstuje se pro koření, které se získává ze semen uvnitř třešňové pecky. Semena výrazně voní a chutnají podobně jako hořké mandle. Někdy bývá využívána jako podnož pro ušlechtilé ovocné odrůdy.
Jako poměrně nenáročná dřevina odolná vůči exhalacím má využití i jako ozeleňovací prvek v městské zástavbě.
Tvrdé a těžké dřevo mahalebky se využívá v řezbářství.

## Galerie

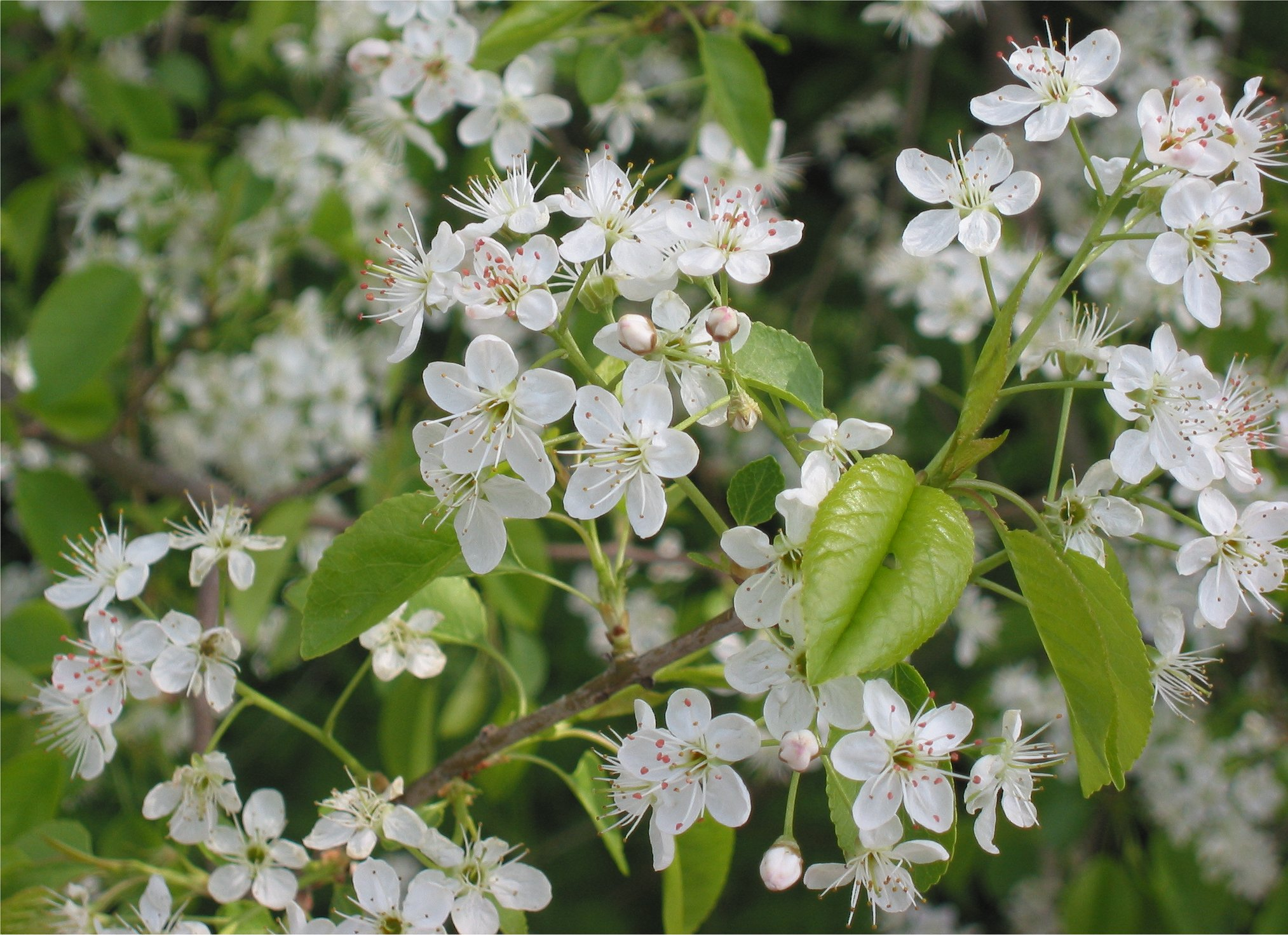
Květenství mahalebky
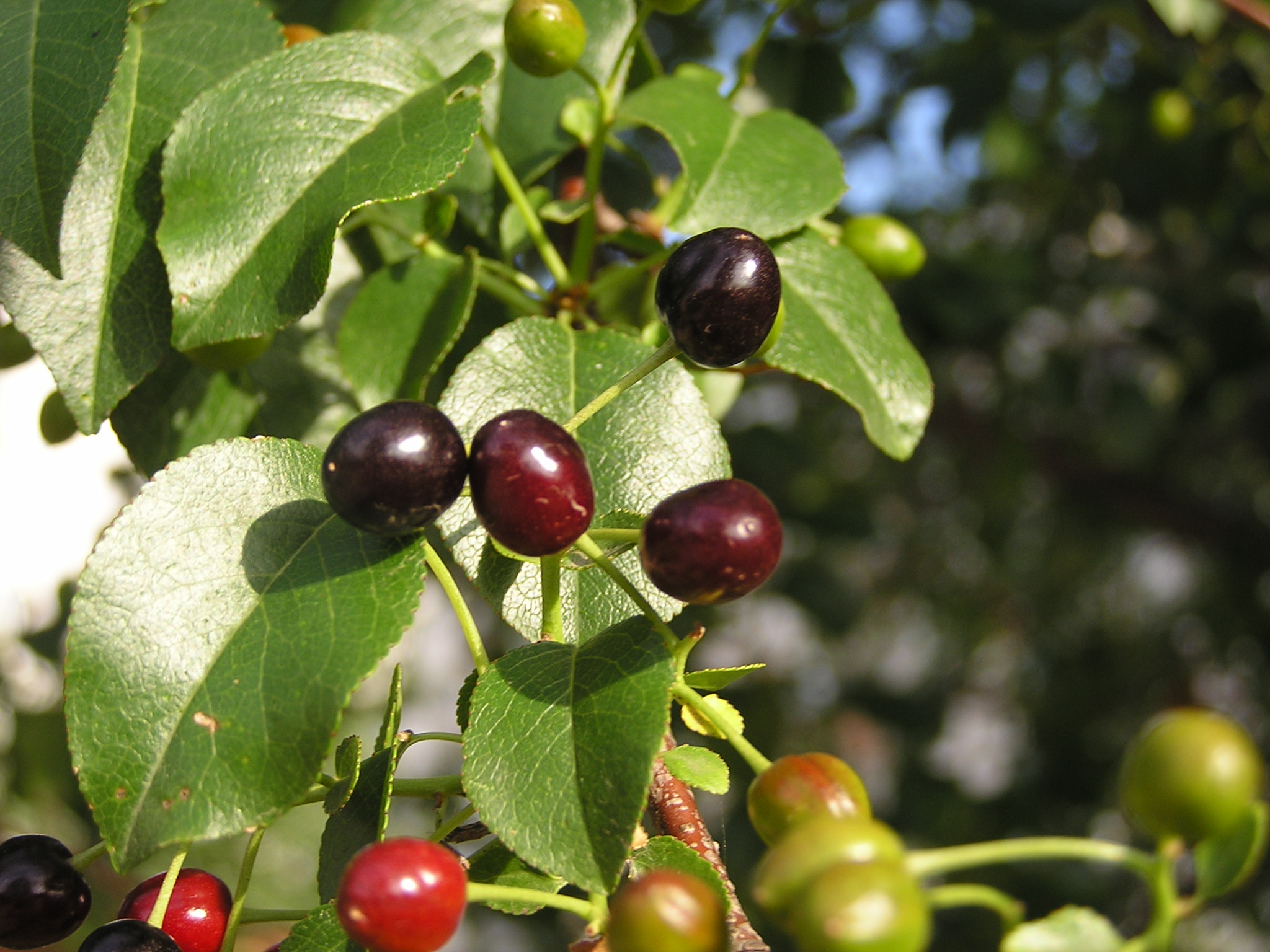
Dozrávající plody
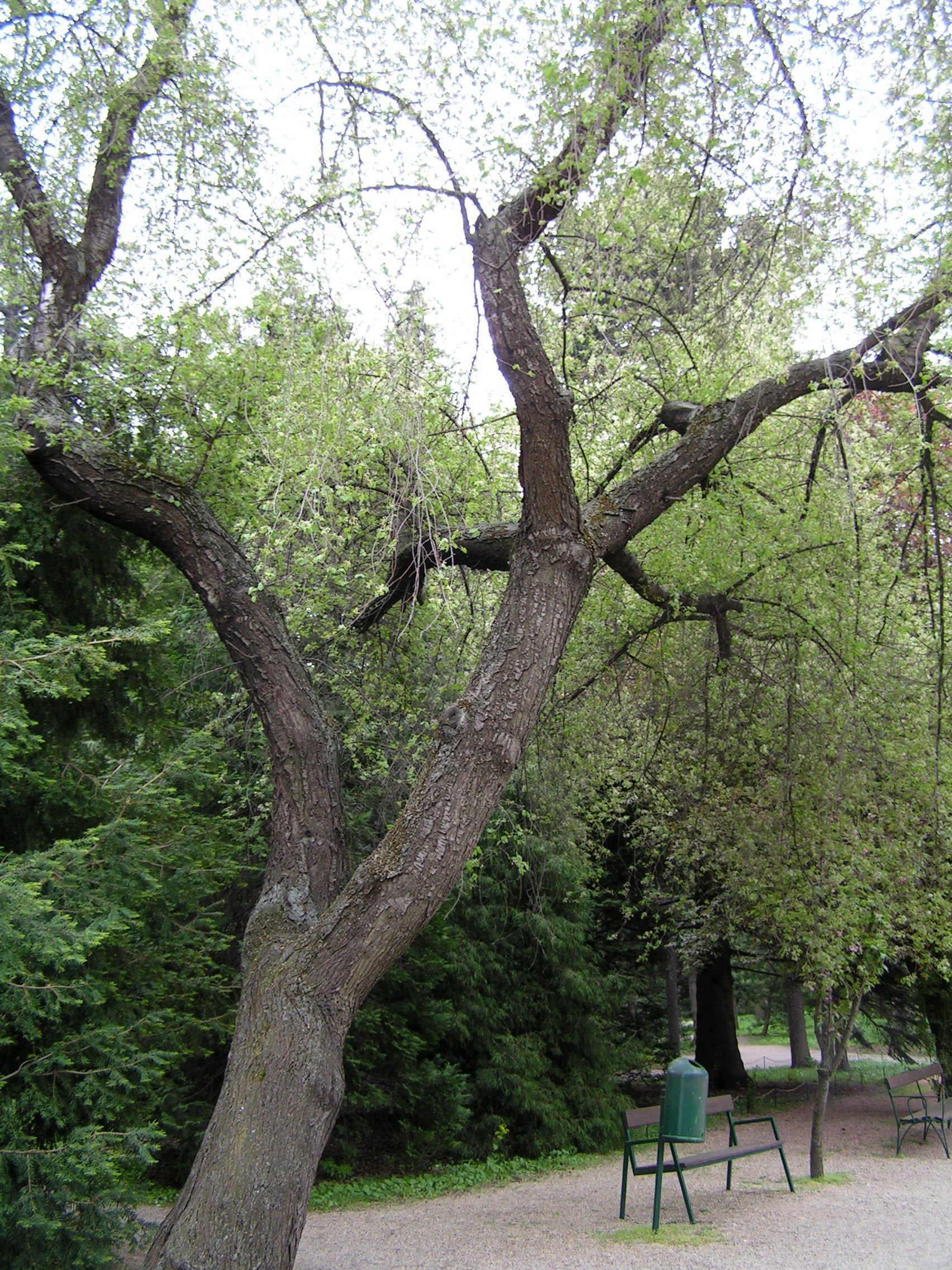
Vzrostlý jedinec